# Pinarornis
El pinarornis (pinarornis plumosus) és una espècie d'ocell de la família dels túrdids (Turdidae), monotípica dins del gènere Pinarornis. Es troba a l'Àfrica oriental. El seu hàbitat natural són els roquissars i la sabana seca. El seu estat de conservació es considera de risc mínim.

## Taxonomia
El pinarornis va ser descrit formalment l'any 1876 per l'ornitòleg anglès Richard Bowdler Sharpe, que va introduir un gènere nou específicament per a aquesta espècie i va encunyar el nom binomial Pinarornis plumosus. Tot i que antigament estava classificat a la família dels muscicàpids (Muscicapidae), un estudi filogenètic de 2020, els resultats del qual van ser seguits pel Congrés Ornitològic Internacional, indica que Pinarornis és de fet un clade basal dins de la família dels túrdids (Turdidae).
Tanmateix, en el Handook of the Birds of the World i la quarta versió de la BirdLife International Checklist of the birds of the world (desembre 2019) encara es classifica pinarornis dins de la família dels muscicàpids.